# Sima Marković
Sima Marković (srbsko Сима Марковић, srbski politik in matematik, * 8. november 1888, Kragujevac, Kraljevina Srbija (danes Srbija), † 19. april 1939, Moskva, Sovjetska zveza (danes Rusija).
Sima Marković je bil doktor matematičnih ved in eden od ustanoviteljev Komunistične partije Jugoslavije. 

## Življenjepis
Leta 1907 je končal Prvo gimnazijo v Kragujevcu. Maturitetni izpit je opravljal pri Alasu. Diplomiral je na Filozofski fakulteti v Beogradu leta 1911. Po diplomi se je zaposlil kot suplent na Tretji gimnaziji v Beogradu.
Po ustanovitvi Socialistične delavske stranke Jugoslavije leta 1919 je bil izvoljen v njeno vodstvo. Na II. kongresu se je stranka preimenovala v Komunistično partijo Jugoslavije (KPJ), komunisti so visoko izobraženega Markovića skupaj s Filipom Filipovičem imenovali za voditelja KPJ. S soglasjem Kominterne in Stalina je leta 1926 postal vodja oziroma generalni sekretar KPJ. V KPJ je prišlo do razkola na dve struji komunistov, ki sta se prepirali o tem katera bolj temeljito sledi Stalinovim načelom. Zaradi notranje krize v stranki so ga za kratek čas izključili iz KPJ, a ga ponovno sprejeli. 
Leta 1935 je kot eden najvišjih funkcionarjev KPJ po nalogu Kominterne odpotoval v Moskvo. V Sovjetski zvezi je delal za Kominterno in se pripravljal na reorganizacijo KPJ. Leta 1938, v času Stalinovih čistk je bil skupaj z vsemi vodilnimi funkcionarji KPJ aretiran, vključno z Milanom Gorkićem generalnim sekretarjem KPJ. Sovjetska tajna policija NKVD ga je obsodila, da je imperialistični in kapitalistični vohun, da zagovarja oportunistične in socialdemokratske ideje. Leta 1938 je bil obsojen na 10 let ječe. Leta 1939 je umrl v zaporu, za novega generalnega sekretarja je Stalin imenoval Josipa Broza Tita. Sima Marković je napisal več znanstvenih razprav s področja matematike in publicističnih, političnih člankov, ki izražajo njegovo privrženost komunističnim idejam.